# Volleybalvereniging SSS 2019-2020
Questa voce raccoglie le informazioni riguardanti il Volleybalvereniging SSS nelle competizioni ufficiali della stagione 2019-2020.

## Organigramma societario
Area direttiva
- Presidente: Gert Dekker

Area tecnica
- Allenatore: Olaf Ratterman

## Rosa
| N° | Nome              | Ruolo | Data di nascita   | Nazionalità sportiva |
| -- | ----------------- | ----- | ----------------- | -------------------- |
| 1  | Aart Kooiman      | C     | 29 settembre 1990 | Paesi Bassi          |
| 2  | Alex Meijs        | S     | 1999              | Paesi Bassi          |
| 3  | Hugo van Garderen | P     | 7 dicembre 1996   | Paesi Bassi          |
| 4  | Niek Bakker       | C     | 7 marzo 1999      | Paesi Bassi          |
| 6  | Maurice Coolen    | P     | 1998              | Paesi Bassi          |
| 7  | Job Groenendaal   | O     | 1998              | Paesi Bassi          |
| 8  | Julius Held       | L     | 29 aprile 1996    | Paesi Bassi          |
| 9  | Bram Berger       | O     | 27 aprile 2001    | Paesi Bassi          |
| 10 | Dwin Brouwer      | C     | 11 gennaio 1991   | Paesi Bassi          |
| 11 | Cas Abraham       | S     | 17 maggio 1999    | Paesi Bassi          |
| 12 | Arjan Roelofs     | O     | 26 novembre 1992  | Paesi Bassi          |
| 14 | Tom Koops         | S     | 10 dicembre 2000  | Paesi Bassi          |
| 15 | Thijs van Gessel  | L     | 2000              | Paesi Bassi          |

## Statistiche

### Statistiche di squadra
| Competizione          | Punti | In casa | In casa | In casa | In trasferta | In trasferta | In trasferta | Totale | Totale | Totale |
| Competizione          | Punti | G       | V       | P       | G            | V            | P            | G      | V      | P      |
| --------------------- | ----- | ------- | ------- | ------- | ------------ | ------------ | ------------ | ------ | ------ | ------ |
| Eredivisie            | 15    | 10      | 3       | 7       | 9            | 3            | 6            | 19     | 6      | 13     |
| Coppa dei Paesi Bassi | -     | 0       | 0       | 0       | 1            | 0            | 1            | 1      | 0      | 1      |
| Totale                | -     | 10      | 3       | 7       | 10           | 3            | 7            | 20     | 6      | 14     |